# 張安樂
張安樂（1948年3月13日—），綽號「白狼」，籍貫山西省洪洞县，出生於南京市，幼時與父母移居至台灣居住，是台灣黑道人物、政治活動家及企業家。現任中華統一促進黨總裁。
張安樂是台灣知名黑幫竹聯幫創幫成員之一。1984年因「江南案」為了聲援犯案的陳啟禮等人，在美國出面控訴蔣經國政府引發中華民國與美國輿論震驚各界而知名，並因贩毒於美國入獄十年。出獄後返回台灣再因涉及組織犯罪潛逃至中國大陸等地，並創立中華統一促進黨，直至2013年返回台灣投案獲判無罪之後，便開始積極進行兩岸政治活動，並主張兩岸統一、一國兩制等。

## 生平經歷

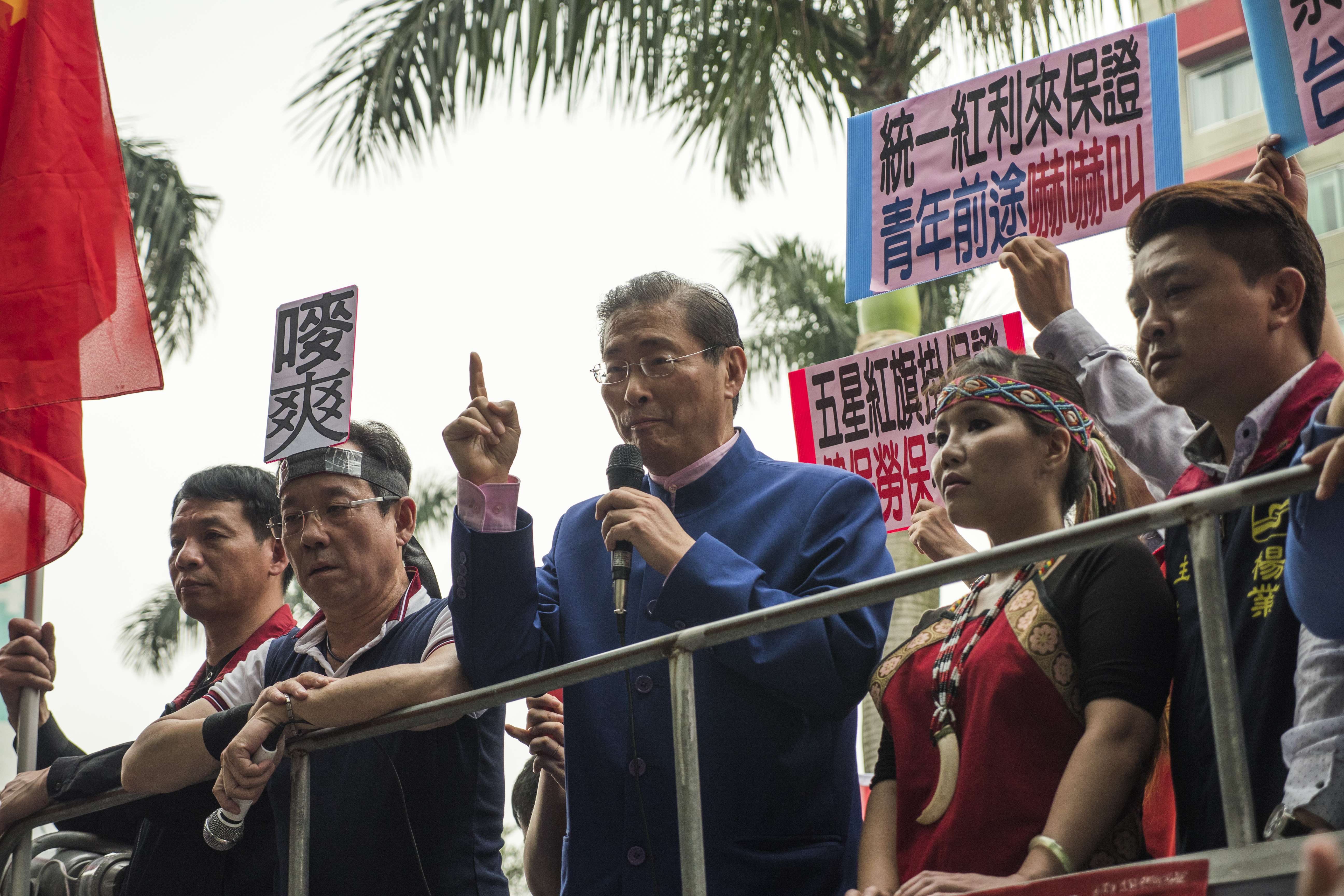
中華統一促進黨總裁張安樂（圖中藍衣男子）率領黨員幹部在台灣宣傳中國統一

### 早年生活
張安樂1948年出生於南京市，隔年便隨著父母移居臺灣，小時候與母親住在桃園市就讀桃園國民小學，國小畢業後搬至臺北縣中和鄉安樂路。張安樂出生於書香門第，父親是大學教授，母親是北一女教師，初中時就讀於臺北市的臺灣省立臺北建國中學初中部，在學時期接觸校園幫派人士，加入當地的「南海路幫」活躍在建國中學與臺北植物園等地。
高中時期拜入「竹聯幫」結識陳啟禮等人，依輩份取綽號為「白狼」逐步在幫派之中嶄露頭角，並因糾紛在永和鎮彈子房持刀刺傷一名憲兵，遭到警方逮捕以殺人未遂罪入獄28天而聲名大噪。出獄後也因為參與幫派事務荒廢學業，輾轉就讀臺灣省立臺北建國中學夜間部補習學校，後來轉學至國立臺灣師範大學附屬中學日間部，高中畢業後，大學時則考取了淡江文理學院歷史學系。
張安樂就讀淡江文理學院時期，原先欲重拾書本遠離在臺北市區的幫派生活，卻因高中時期參與幫派的經歷頗有名氣，使得當地淡江學生與幫派份子發生糾紛時便尋求張安樂的協助，亦使得張安樂再次參與幫派活動知名於淡江當地，並受到陳啟禮的幫助，將幫派勢力延伸發展為「淡江竹聯」的分支團體。1968年間，張安樂受到陳啟禮與楊劍平等竹聯幫大哥的提拔，主持幫派會議將竹聯幫重整改制組織化，推舉陳啟禮為「總堂主」，自任為「總護法」，在竹聯幫新的組織架構內地位僅次於陳啟禮而成為大哥級人物。
大學畢業後雖考上淡江文理學院歐洲研究所，然而1970年間陳啟禮等人因「陳仁事件」震驚社會而入獄服刑期間，竹聯幫運作則由張安樂主持發展，卻與創幫元老周榕形成派系對立，並因派系糾紛致使受傷而沒能從歐洲研究所畢業，於是張安樂選擇赴美國的大學學習旅館管理遠離台灣的幫派生活。張安樂在受訪中自述，他自淡江大學歷史系畢業後，1979年抵美就讀內華達大學拉斯維加斯分校，主修資訊管理系統與會計。後就讀史丹佛大學研究所，主修作業研究，中途肄業。在美十年牢獄中取得社會學與心理學兩個學士學位。

### 「江南案」與牢獄
1984年，竹聯幫幫主陳啟禮與總護法吳敦來到美國，在美國停留了一個月。等到將返台時，張安樂才知陳此行是受國防部軍事情報局局長汪希苓中將訓練並派遣，奉某中國國民黨高層人士（有論點認為是蔣經國兒子蔣孝武）指使，暗殺批評蔣家的美籍作家劉江南；此事日後被外界稱為「江南案」。而當時陳啟禮與吳敦留下了一卷錄音帶自白於張安樂處（當時張安樂在洛杉磯開餐館，也被認為是南加州一帶竹聯幫老大）。返台後不久的陳啟禮與吳敦因「一清專案」被捕，並且被控以殺害劉宜良的罪名，張安樂為了聲援陳啟禮與吳敦，出面指控蔣經國政府指使陳啟禮等人刺殺美國籍作家劉宜良，在美國將此一錄音帶交給FBI。
1985年6月張安樂為向一名臺裔商人索取五萬美金的債務，6月3日唆使三名小弟綁架該台商的員工（起初以為是該台商女友，後發現綁錯人時於當日釋放）及其九歲兒子（當場脫逃），隔日6月4日仍向該名台裔商人恐嚇取財，受害人報警後，張安樂遭洛杉磯警方逮捕關押。1986年12月張安樂因販毒，被法院判處了十五年有期徒刑，張安樂在美國坐了十年牢後假釋，曾接受《聯合報》等記者專訪，介紹美國監獄內不為一般讀者所知的情形。

### 潛逃與政治活動
1996年，張安樂遭台北地檢署以違反《組織犯罪防制條例》通緝前，前往中國大陸經商。根據博訊報導，張至中國大陸經商，是經由官方的國台辦安排。
2005年10月25日，張安樂將自己在中國大陸成立的「台湾保护中华大同盟」正式改名为「中華統一促進黨」，並出任黨總裁；他主張通過和平的政治談判取得對臺灣最爲有利的臺海兩岸統一方式，並實行與香港現行體制截然不同的「新一國兩制」。至2009年3月，因發表「高級外省人」言論而引發社會議論的郭冠英，由加拿大返臺。抵達桃園國際機場後，現場有許多抗議民眾，有黑幫背景的支持者與台獨抗議民眾爆發流血衝突。張安樂公開表示相關支持者是他派來保護郭冠英的。
2012年2月，張捐贈新台幣100萬元給被藝人Makiyo毆打且嚴重受傷的司機，希望他能堅持提告，並承諾司機無上限負擔聘請律師的費用。
台灣新聞媒體在其涉入之事件中，常以「狼來了」作為相關新聞標題。
2024年，張安樂入列中華統一促進黨不分區立法委員名單第四名。

### 返台與宣揚「一國兩制」

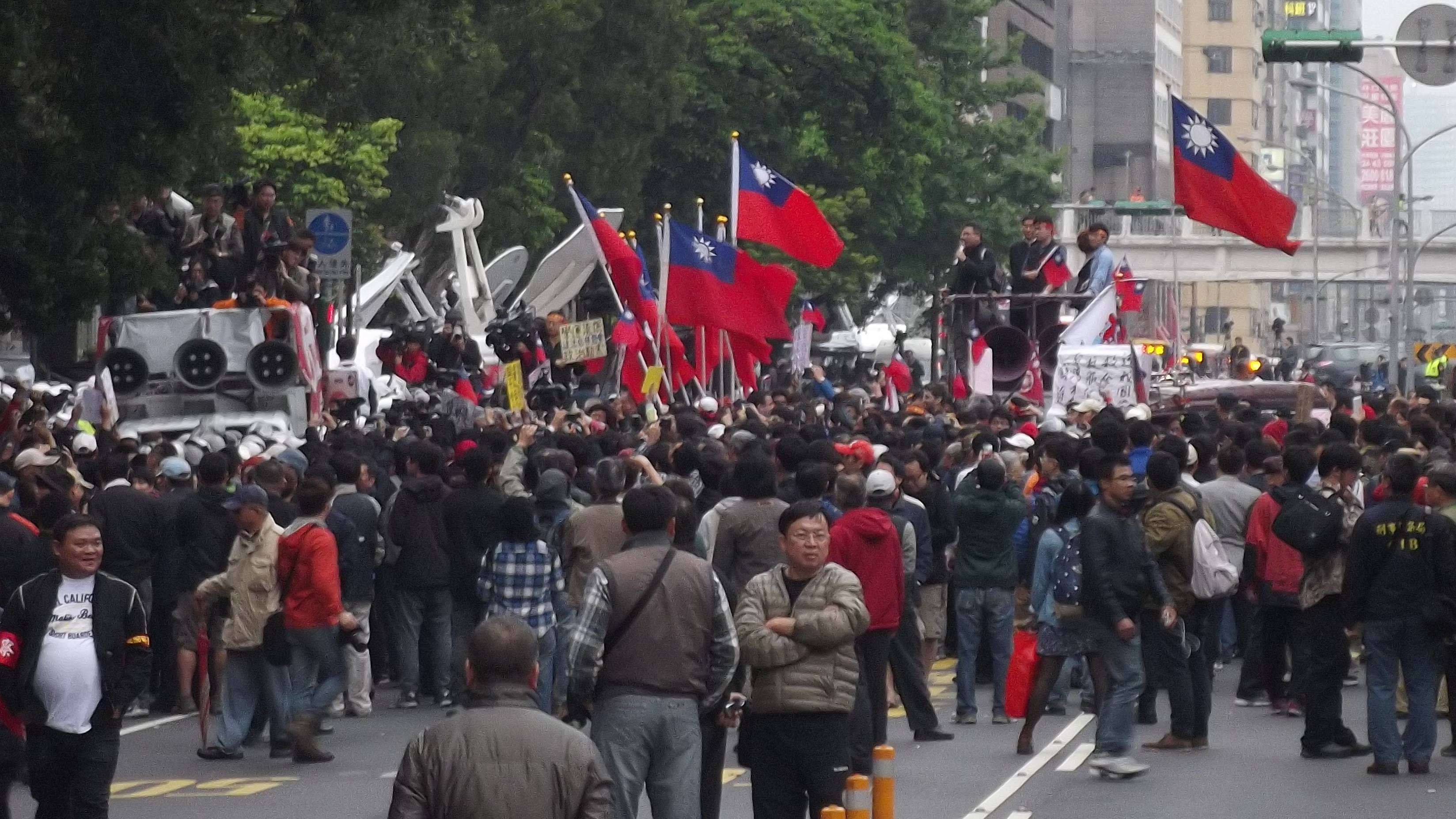
張安樂國會示威事件，由張安樂率中華統一促進黨員及反對佔領立法院的民眾，到場向反對服貿協議的群眾示威喊話。

2013年6月29日，張安樂結束長達17年在中國大陸的滯留後返台，並宣揚其「臺海和平一國兩制」的政治理念。張從上海虹橋機場搭機至臺北松山機場，并于前夕在上海召开「返臺千人欢送会」；返臺後，他遭到警方上銬逮捕。張安樂此前被檢方起訴並通緝的兩起恐嚇罪已過了法律追訴期，另有「組織犯罪」與「偽造有價證券」兩罪則仍於追訴期限內待調查；後張以台幣百萬元交保。
2014年4月1日下午1時30分，張安樂與「台灣勞工福利聯盟」率領「反反服貿」團體，前往立院和學生對話。他表達訴求希望反服貿學生撤出立法院，不要「自愚愚人」。期間張安樂以臺語抨擊民進黨部分没有道德底线的政治人物，“白天骂黑道，晚上叫大哥”。當月11日，他在接受《時報周刊》專訪時表示，學運幕後推手是蔡英文，反服貿學生總指揮林飛帆和陳為廷不可能靠自己的力量就闖進立法院，且連民進黨主席蘇貞昌進入院內都遭現場學生言詞抨擊，只有蔡英文沒事，很明顯就是蔡在幕後主導。
2014年8月20日，台北地檢署偵查終結，「英泉暴力討債案」已超過追訴期；而「榮福案」罪證不足，且張安樂已於1968年宣布離開竹聯幫，不適用組織犯罪條例，因此決定不起訴處分。
2015年間，張以統促黨名義在大桃園地區吸收大量輟學、無業青少年加入統促黨，並提供桃園區火車站前商區附近某停業HOTEL作為大本營，
黨員可長期免費住宿。曾召集這些青少年參與黑幫鬥毆。
2015年8月5日，「反高中課綱微調運動」佔領教育部時，他率領2000名統促黨員前往教育部，表達「抗議荼毒學生的政治黑手」之訴求，並規勸反課綱學生回家。2016年1月14日，曾向中國大陸官方舉報多位藝人為台獨份子的藝人黃安，確定於同年2月3日回台灣過年，並向張安樂求助，張答應保護他和在新竹開麵店的母親人身安全。
2017年10月，張安樂與其子張瑋以及統促黨因是否收受境外資金，並違反《組織犯罪防制條例》與《政治獻金法》，而受到北檢調查。2018年8月，北檢搜索統促黨黨部及張安樂住所，並傳喚統促黨主席張馥堂、張安樂及張瑋等人。
2019年2月，統促黨為抗議時任中華民國行政院長蘇貞昌於立法院接受總質詢時，對於台灣海峽危機表示「剩一支掃帚我都跟你拼」之言論，發佈新聞稿批評「民進黨將人民當芻狗，死的都是別人的子女。」當月26日上午，約200名該黨成員聚集在立法院前抗議，張安樂亦搭乘載運一副棺材之貨車至現場。當統促黨人打算將棺材抬下車時，遭現場警力制止，張安樂也在下車時差點跌進棺材內；在統促黨成員和警方推擠下，棺材被撞翻至安全島上並斷毀為兩半。張安樂隨即發表聲明抨擊政府，「他們（民進黨）說要戰到一兵一卒，誰是那一兵一卒？他說要拿著掃帚，誰要拿掃帚？我們台灣人都死光了！民進黨官員哪個人的兒女在部隊？全都在國營企業，卻要台灣人民去當砲灰。」。他表示自己願意為兩岸和平統一隨時奉獻生命，故以一口棺材表示決心：「蔡英文，賴清德，蘇貞昌，嚴德發，你們的棺材與決心在哪？」；「你們在那邊吃香喝辣，要挑起戰爭，說戰到一兵一卒，最後剩下的一兵一卒是誰？是嚴德發？是賴清德？是蘇貞昌嗎？要發動戰爭，棺材先準備好，我張安樂已經把棺材準備好了，你們不用準備2千3百萬的棺材，就準備你們五副！」；張安樂也對蘇貞昌的說法表示：「你拿著掃帚幹什麼？我們都死了你來掃骨灰嗎？」。後警方依《社會秩序維護法》查扣該副棺材，一度引起張安樂與其所率群眾不滿，最後張請警方將棺材轉送蘇貞昌後率眾離去。

### 在台宣揚和平統一
2005年以後，張安樂開始公開主張通過和平的政治談判方式，取得對臺灣最爲有利的臺海兩岸統一結果，並實行與香港現行體制截然不同的「新一國兩制」。
2019年9月22日，張安樂表示唯有和平統一，才能避免兩岸發生戰爭。同年9月30日，他接受俄國媒體NTV採訪表示，希望藉由韓國瑜當選中華民國總統，可讓台灣在2028年後，以克里米亞模式和中華人民共和國統一，屆時中華人民共和國的核武發展成果會使美國不敢干預中國共產黨統一台灣。

### 支持琉球獨立
2018年，張安樂前往沖繩觀光，並獲指定暴力團旭琉會幹部接待。張安樂說：「琉球歷史上跟中國的關係是水乳交融，讓琉球脫離日本，是他身為一個中國人的責任」。

### 涉「綠能蟑螂」勒索
2023年，因台灣光電產業發展，不法分子覬覦其利益，故組織「綠能蟑螂」集團，並以勒索等方法得利。檢方於4月破獲該集團，發現當中部分成員與張安樂過從甚密。

### 涉及美國非法移民及芬太尼案件
2024年2月，美國福斯新聞報導，張安樂和竹聯幫疑似涉及非法移民案件，及協助墨西哥販毒集團合成鴉片類藥物芬太尼。

## 個人生活
張安樂經常在公共場合身穿唐裝。
張安樂母親董鏡桂，曾在北一女中擔任教師，2010年於深圳逝世，享壽105岁高龄。
張安樂有三個兒子：
- 長子為張建和，1998年在KTV前與四海幫火併，遭亂刀砍死[52]。
- 次子為張瑋，於墨西哥經商[53]。2017年1月於桃園機場與香港社運人士黃之鋒及另3名香港立法會議員發生衝突，遭以妨害公務罪起訴。[54][55][56]
- 三子為張珣，目前隨侍張安樂身邊。

## 未起訴司法案件

### 榮福案
發生於1995年，榮福公司擬與退輔會台北鐵工廠共同合標「金門酒廠第二廠第一期機電設備工程」。一鼎工程總經理王孝白，拿五百萬給榮福經理王開武，要求榮福公司改與一鼎工程合作，標下此案。但事後榮福公司並未與一鼎工程合作。
一鼎工程總經理王孝白要求榮福經理王開武退回五百萬元，以應收帳款名目進行催收。王開武只退還四百萬，剩下一百萬元則由工程師苗為國負責領出一百萬還錢。王孝白請竹聯幫份子「光頭」前往討債，苗為國則請張安樂出面談判。張安樂指使高世川、彭建華與苗、王談判，經過談判，雙方決定苗只還四十萬給王，其餘六十萬則由張安樂及竹聯幫派分子平分。
檢方介入偵辦後，起訴苗為國、高世川與彭建華三人，但這三人皆獲法院判決無罪。張安樂部份，因張安樂在1996年後至中國居留，檢方與英泉案一同發布通緝令。
張安樂在2013年6月自行返台歸案，2014年8月台北地檢署歷經1年多調查認為，由於榮福案罪證不足，且於民國57年宣布離開竹聯幫，並於組織犯罪防制條例公布前即出境，不適用該條例，最終決定不起訴張安樂。

### 英泉案
發生於1996年，商人陳進財與雲林縣斗六市英泉食品總經理葉俊麟因經營起紛爭，陳進財經由友人、前北檢觀護人蔡式輝介紹，請張安樂旗下的討債公司出面向葉俊麟討債，金額總共3億469萬元。
1996年3月至4月間，竹聯幫份子至英泉公司工地，以鐵棒、鋁棒打破警衛室玻璃，對英泉公司進行恐嚇。時任雲林縣議會議長張榮味得知後對張安樂相當不諒解，後張安樂透過管道當面向張榮味解釋之後才獲得原諒，後張安樂與英泉食品總經理葉俊麟在嘉義嘉南飯店會面協調債務。
在檢方介入偵辦之後，台北地檢署主任檢察官陳明光於2000年6月偵結此案。竹聯幫地堂堂主李宗奎、青堂堂主高世川、捍衛隊隊長彭建華、前北檢觀護人蔡式輝四人，均獲北檢不起訴處份。商人陳進財則依偽造文書、暴力恐嚇等罪起訴，但經法院審理，判決無罪。
張安樂在檢方偵辦期間，於1996年8月後離開台灣至中國大陸居留。檢方以暴力恐嚇、組織犯罪等罪嫌，發布通緝令時限為25年。
张安乐在2013年6月自行返台归案，2014年8月台北地检署历经1年多调查，认为他涉入的英泉暴力讨债案已经超过追诉权时效，最终决定不起诉张安乐。

## 外部連結
- 張安樂的Facebook專頁
- YouTube上的張安樂頻道

| 前任： － | 中華統一促進黨總裁 初任：2005年─現在 | 繼任： － |